# Autobahnkreuz Bargteheide
Autobahnkreuz Bargteheide (Kreuz Bargteheide, AK Bargteheide) – węzeł drogowy na skrzyżowaniu autostrad federalnych A1 i A21 oraz drogi federalnej nr B404 w okolicach Bargteheide, w kraju związkowym Szlezwik-Holsztyn. Nazwa węzła pochodzi od nazwy miejscowości.

## Natężenie ruchu
Dziennie przez węzeł przejeżdża około 97 tys. pojazdów.
| Z                     | Do                   | Średnie dzienne natężenie ruchu | Udział ruchu ciężkiego |
| --------------------- | -------------------- | ------------------------------- | ---------------------- |
| AS Bad Oldesloe (A 1) | AK Bargteheide       | 69 800                          | 10,7%                  |
| AK Bargteheide        | AS Ahrensburg (A 1)  | 79 300                          | 11,8%                  |
| AS Tremsbüttel (A 21) | AK Bargteheide       | 29 600                          | 12,8%                  |
| AK Bargteheide        | AS Lütjensee (B 404) | 15 600                          | 10,7%                  |

## Sąsiednie węzły
|                                    | A1 kierunek Heiligenhafen (26) Bad Oldesloe |                                        |
| (18) Tremsbüttel A21 kierunek Kiel |                                             | (-) Mollhagen B404 kierunek Geesthacht |
|                                    | (28) Ahrensburg A1 kierunek Hamburg         |                                        |

## Zdjęcia

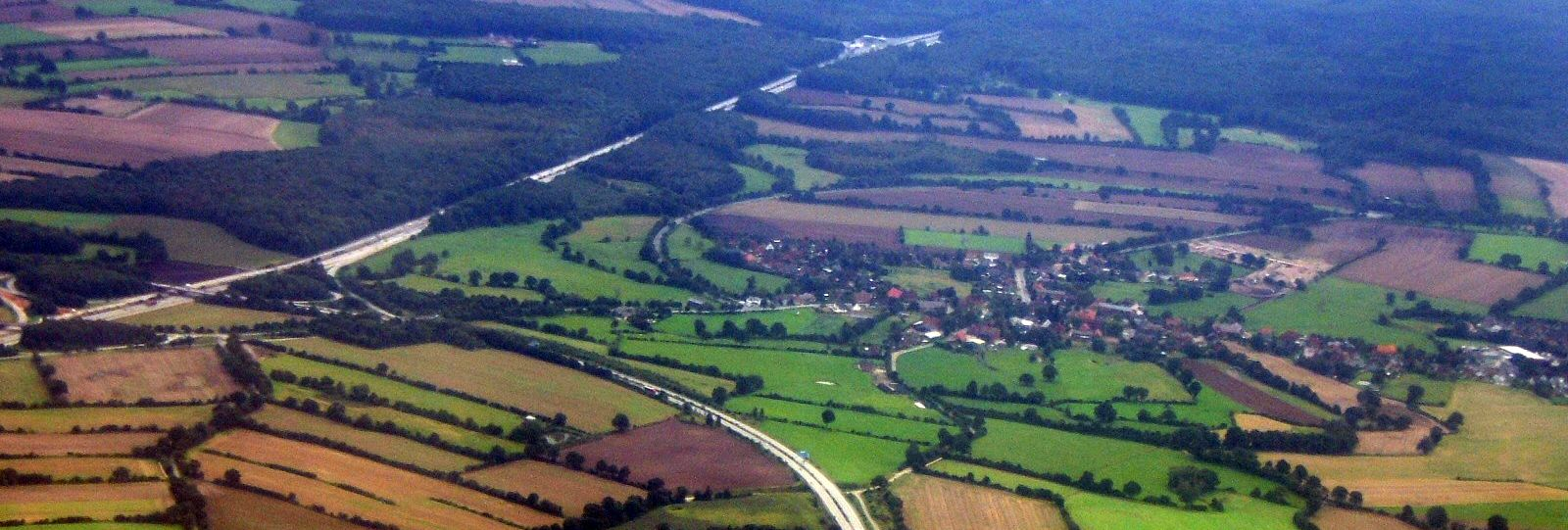
Schemat węzła Bargteheide (po lewej) widoczny z lotu ptaka.